# Angelika Weiz
Angelika Weiz (née en 1954 à Heiligenstadt) est une chanteuse allemande.

## Biographie
Angelika Weiz chante dans la chorale lorsqu'elle est élève, puis dans le club de chant et dans un orchestre scolaire. À 16 ans, elle devient membre du groupe amateur Modern Blues. Elle apprend le métier de photographe et suit des cours de chant à l'école de musique de Weimar. Après un court intermède au sein du Horst Krüger Band (de), elle rejoint en 1975 le groupe de blues d'Erfurt ergo, fondé par son mari d'alors, Waldemar Weiz (de), à la suite de Modern Blues ; le groupe joue un mélange de blues et de soul avec une tendance jazz. À la fin des années 1970, le groupe a l'opportunité de réaliser des productions radiophoniques dans le studio de Weimar de Rundfunk der DDR. Lorsque Günther Fischer (de) les fait venir à Berlin en 1983 et que Waldemar Weiz est enrôlé dans le service de réserve de la NVA, le groupe se dissout. Elle devient la meilleure amie de Tamara Danz, la chanteuse du groupe rock Silly.
Dans le Günther-Fischer-Sextett, elle apparaît sur scène avec Wolfgang Zicke Schneider (de) et Joachim Graswurm (de), devient une chanteuse de jazz et fait des apparitions en République fédérale d'Allemagne et en Autriche.
En 1986, Angelika Weiz fonde son premier groupe, Good Vibration Orchestra rebaptisé Loud People. Elle veille à ce que le groupe puisse produire des titres en anglais. Un an plus tard, elle attire à nouveau l'attention avec une version critique de la chanson pour enfants Unsere Heimat. En conséquence, un LP déjà terminé, Heimat, n'est pas autorisé à sortir. Elle le fera elle-même après la chute de la RDA. Angelika Weiz, en plus de son travail avec Loud People, devient alors présidente de l'association Musikszene et est directrice générale de la Kulturbrauerei à Berlin pendant deux ans. Musicalement, elle continue d'être particulièrement polyvalente. Parfois, elle travaille avec Reinhard Lakomy à la production de chansons pour enfants ; elle produit des musiques de films avec Günther Fischer et le Babelsberger Filmorchester. Elle joue avec Anke Schenker et Ines Paulke dans les Swing Sisters et fonde le projet de gospel United Voice ; s'ajoutent les chanteuses Ricarda Ulm et Tina Hänsch, le chanteur Craig Burton et les musiciens Chris Lewis et Rene Decker, également anciens membres d'ergo.
En 1999, elle monte sur scène avec Matthias Hessel, Henning Protzmann et Wolfgang Zicke Schneider pour du blues-jazz. Le groupe joue des morceaux de l'histoire du jazz dans la tradition d'Oscar Peterson, Ramsey Lewis et Jimmy Smith et est le groupe d'accompagnement constant de Manfred Krug à partir de 2000. Elle travaille avec Wolfgang Fiedler, ancien membre de Fusion, et René Decker dans le Angelika Weiz Trio.
En 2021, Weiz participe à la chanson Heimat du projet Die Konferenz porté par Xavier Naidoo. Elle est autrice et compositrice ; un peu plus de 15 personnes travaillent  sur le projet, dont une grande partie est issue du milieu des complotistes, des anti-vaccinations et du mouvement des citoyens du Reich. En termes de contenu, la chanson aborde non seulement le concept de Heimat, mais aussi l'immigration, la vaccination contre le Covid-19 et des mesures contre la pandémie de Covid-19.
Weiz vit à Barnim dans le Brandebourg et a une fille.